# Huberville
Huberville är en kommun i departementet Manche i regionen Normandie i norra Frankrike. Kommunen ligger i kantonen Valognes som tillhör arrondissementet Cherbourg. År 2022 hade Huberville 361 invånare.

## Befolkningsutveckling
Antalet invånare i kommunen Huberville
| Referens: INSEE |